# Síjöring

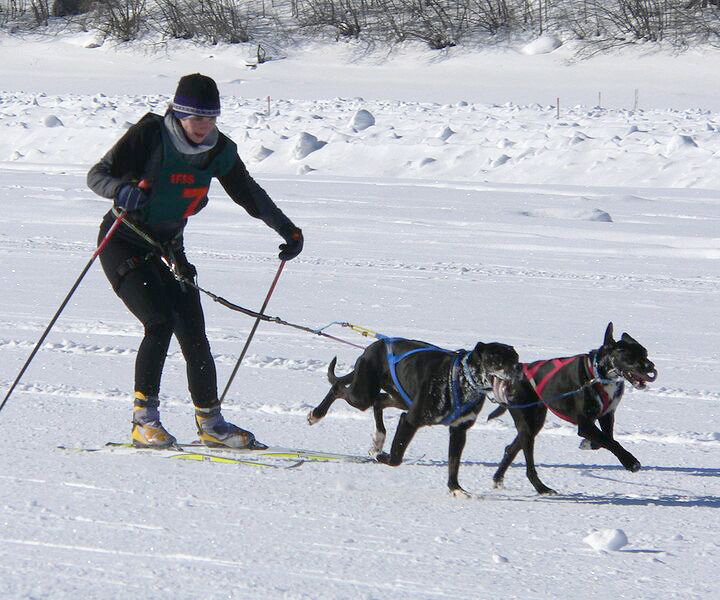
Síjöring-versenyző kutyával

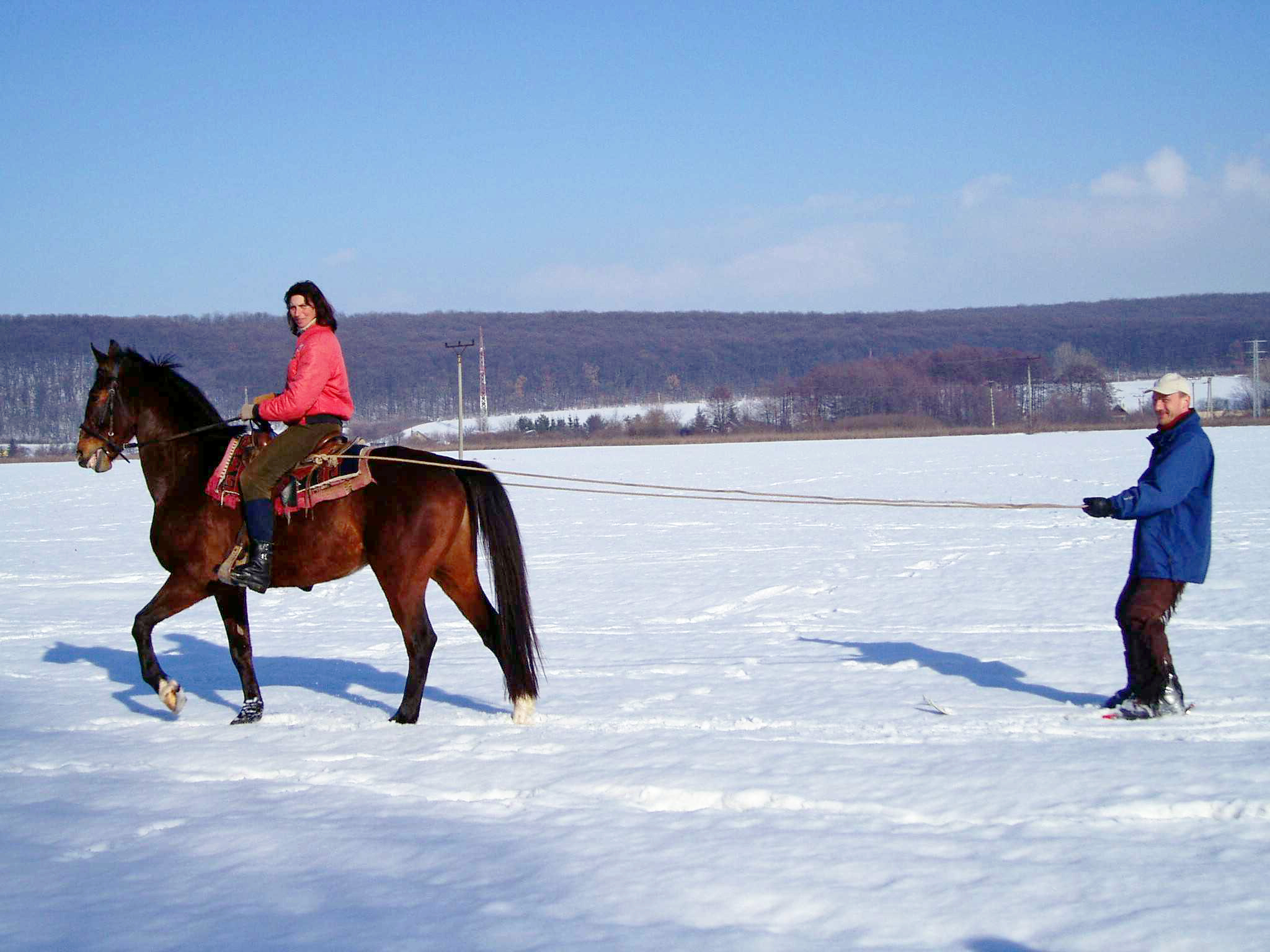
Síjöring lóval

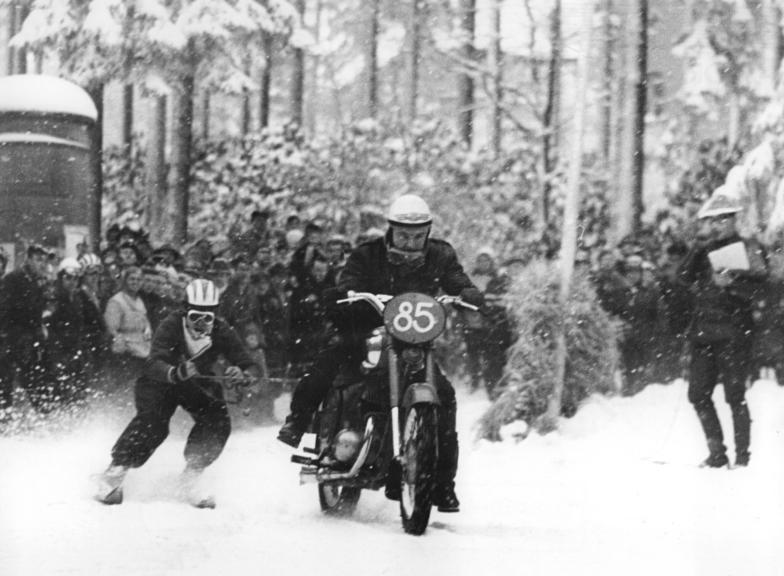
Síjöring motorkerékpárral, Augustusburg, Németország, 1963

A síjöring egy téli sport, amelyben egy kutya (vagy kutyák), vagy ló, vagy valamilyen motoros meghajtású jármű húz egy síléceken haladó személyt. A szó a norvég skikjøring szóból származik, amely szó szerinti fordításban sívezetést jelent. A sportág skandináv eredetű.

## Síjöring kutyával
Ebben a változatban egy vagy több kutya húz egy sífutó személyt. Általában egy–három kutyával űzik ezt a változatot. A sífutónak a sífutásban megszokott felszerelése van (sílécek, síbotok), és az előrehaladáshoz a kutya fejti ki az erőt a futásával, ezzel húzva a sífutó személyt. A sífutó hámot, a kutya kutyahámot visel, amelyek egy kötéllel vannak összekötve. A kutya irányításához nincsenek gyeplők.

## Síjöring lóval
Ebben a változatban egy lovas által irányított ló kötéllel húz egy sífutó személyt, akinek azonban nincsenek síbotjai. Hasonló a vízisíhez. Minden esetben kiképezik a lovakat a kötelek, valamint a mögöttük haladó síelő jelenlétének elfogadására.
Előfordul az is, hogy a lovon nem ül lovas. Ez a változat az 1928. évi téli olimpiai játékokon bemutató sportágként szerepelt. Akadályok nem voltak, és a versenyzők azonos időben haladtak a pályán.

## Síjöring motoros járművel
Ebben a változatban egy, valamilyen motorizált járműre (például motorkerékpárra) kötött kötéllel húznak egy síelőt. A síelőnek ebben az esetben sincsenek síbotjai. A motoros járművet egy másik személy irányítja. Nagyobb sebesség érhető el, mint a kutyás változattal.

### Fordítás
Ez a szócikk részben vagy egészben  a   Skijoring című angol Wikipédia-szócikk fordításán alapul.  Az eredeti cikk szerkesztőit annak laptörténete sorolja fel. Ez a jelzés csupán a megfogalmazás eredetét és a szerzői jogokat jelzi, nem szolgál a cikkben szereplő információk forrásmegjelöléseként.